# 北廻線太魯閣号脱線事故
北廻線太魯閣号脱線事故（ベイフイせんタロコごうだっせんじこ）は、2021年4月2日現地時間午前9時28分頃に台湾花蓮県秀林郷の清水トンネルで発生した列車脱線事故。以下すべての日時は現地時間（UTC+8）を表す。

## 概要
台湾鉄路管理局（台鉄）の北廻線和仁駅 - 崇徳駅間を走行中の樹林発台東行き太魯閣号第408列車が線路上で鉄道工事用の積載形トラッククレーンと衝突、一部車両がトンネル内で脱線。事故当日は清明節連休の初日であるため、乗客乗員498人が乗車していた。
事故の結果、当該列車の運転士、助士として乗務していた見習い運転士および病院へ搬送後に死亡確認された2人を含む49人が死亡、245人が負傷した。死者にはフランス国籍が1人、アメリカ国籍が2人、負傷者には日本国籍が2人とオーストラリア籍、マカオ籍、中国籍の各1人が含まれる（詳細は下記#人的被害節参照）。
地元の新聞は当事故について、「鉄道事故としては（64人が死亡し、76人が負傷した1948年の新店渓橋列車火災事故に次いで）過去73年で最悪の惨事」と報じた。
現場はトンネルを含めて上下線が東西に分かれており、事故とは無関係だった北上（上り）線路を用いた双単線方式によりほかの列車の運行は事故直後から継続されている。

## 人的被害

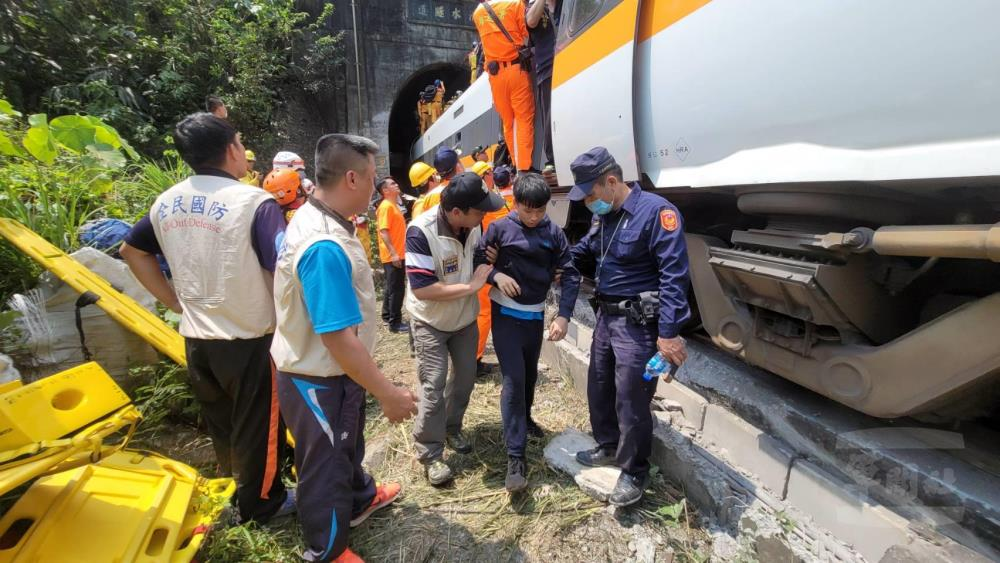
救出には国軍も参加した（4月2日）

上記のほか、列車長（車掌長）も負傷したが、事故当時に最後尾の1号車にいたため外部との交信や救援作業の支援を行った。10日、花蓮地検の発表によると、50人目の犠牲者についてはDNA鑑定の結果、既に身元が判明した犠牲者のものと一致したため、死亡者数49人が最終確定した。
| 属性 | 国籍             | 内訳                           | 死亡 | 負傷 |
| ---- | ---------------- | ------------------------------ | ---- | ---- |
| 乗員 | 中華民国（台湾） | 運転士                         | 2    | -    |
| 乗員 | 中華民国（台湾） | 列車長                         | -    | 1    |
| 乗客 | 中華民国（台湾） | (乗客計)                       | 44   | 239  |
| 乗客 | 中華民国（台湾） | 乗客の県市別内訳（確定分のみ） |      |      |
| 乗客 | 中華民国（台湾） | 台北市                         | (7)  | (26) |
| 乗客 | 中華民国（台湾） | 新北市                         | (14) | (68) |
| 乗客 | 中華民国（台湾） | 桃園市                         | (4)  | (30) |
| 乗客 | 中華民国（台湾） | 新竹県                         | (-)  | (4)  |
| 乗客 | 中華民国（台湾） | 新竹市                         | (-)  | (2)  |
| 乗客 | 中華民国（台湾） | 宜蘭県                         | (1)  | (-)  |
| 乗客 | 中華民国（台湾） | 花蓮県                         | (5)  | (17) |
| 乗客 | 中華民国（台湾） | 台東県                         | (8)  | (61) |
| 乗客 | 中華民国（台湾） | 台中市                         | (0)  | (1)  |
| 乗客 | 中華民国（台湾） | 雲林県                         | (-)  | (1)  |
| 乗客 | 中華民国（台湾） | 台南市                         | (2)  | (-)  |
| 乗客 | 中華民国（台湾） | 高雄市                         | (1)  | (-)  |
| 乗客 | 外国籍           | フランス                       | 1    | -    |
| 乗客 | 外国籍           | アメリカ合衆国                 | 2    | -    |
| 乗客 | 外国籍           | オーストラリア                 | -    | 1    |
| 乗客 | 外国籍           | 日本                           | -    | 2    |
| 乗客 | 外国籍           | マカオ                         | -    | 1    |
| 乗客 | 外国籍           | 中華人民共和国                 | -    | 1    |
| 計   | 計               | 計                             | 49   | 245  |

### 犠牲者が増えた背景
乗客数が座席定員より多いことについては、2007年の太魯閣号営業運転開始以来、後発の普悠瑪号とともに長らく全席指定の定員乗車だったが、混雑緩和と輸送力向上のために2019年から1列車120人を上限に駅窓口限定の当日用無座票（日本の立席特急券に相当し、着席保証がない）販売が導入されていた。
乗客のうち、372人は座席指定の乗車券（座席特急券に相当）、120人は無座票を所持していたとみられ、台鉄側は乗務員3人と清掃作業員1人が乗っていた。乗客は当初496人とされていたが、補票（車内精算）の乗客2名が新たに確認され、498人となった。

## 物的被害
台鉄は4日時点で8.24億NT$の損害賠償を請求する方針を示していたが、この額には乗客への賠償金や治療費が含まれていないため、実際の損害額は10億NT$を超過するものと推定されている。
4月9日、防護工事を受注していた2社の総額4.5億NT$の資産が花蓮地方法院に差し押さえられた。

### 軌道施設
少なくとも500本以上のコンクリート枕木が損傷し、架空電車線（架線）150メートルが落下、架線柱1本が倒壊したほか、軌道沿いのケーブル線が400メートルにわたり落下するなどして、初日 (4月2日) 時点で復旧には最低1週間はかかると見込まれた。

### 事故車両
本型式の3次車として2016年に追加投入されたものであり、列車は先頭6両がトンネル内に閉じ込められており、先頭8号車から4両は著しく損傷している。
|          | 太魯閣自強号第408列車← （逆行）至樹林至台東（順行、事故列車の進行方向） → |              |             |             |              |              |             |              |              |
| 号車     | 1                                                                         | 2            | 3           | 3           | 4            | 5            | 6           | 7            | 8            |
| 形式     | TED1013 (Tc)                                                              | TEM1025 (M1) | TEP1013 (T) | TEP1013 (T) | TEM1026 (M2) | TEM1028 (M1) | TEP1014 (T) | TEM1027 (M2) | TED1014 (Tc) |
| 座席定員 | 36人                                                                      | 52人         | 48人        | 48人        | 52人         | 52人         | 48人        | 52人         | 36人         |
| 位置     | トンネル外                                                                | トンネル外   | トンネル外  | トンネル内  | トンネル内   | トンネル内   | トンネル内  | トンネル内   | トンネル内   |
| 状況     | 脱線                                                                      | 脱線         | 脱線        | 脱線        | 脱線         | 脱線・変形   | 脱線・変形  | 脱線・変形   | 脱線・変形   |
| OHCA分布 | 0                                                                         | 0            | 1           | 1           | 4            | 4            | 2           | 1            | 28           |

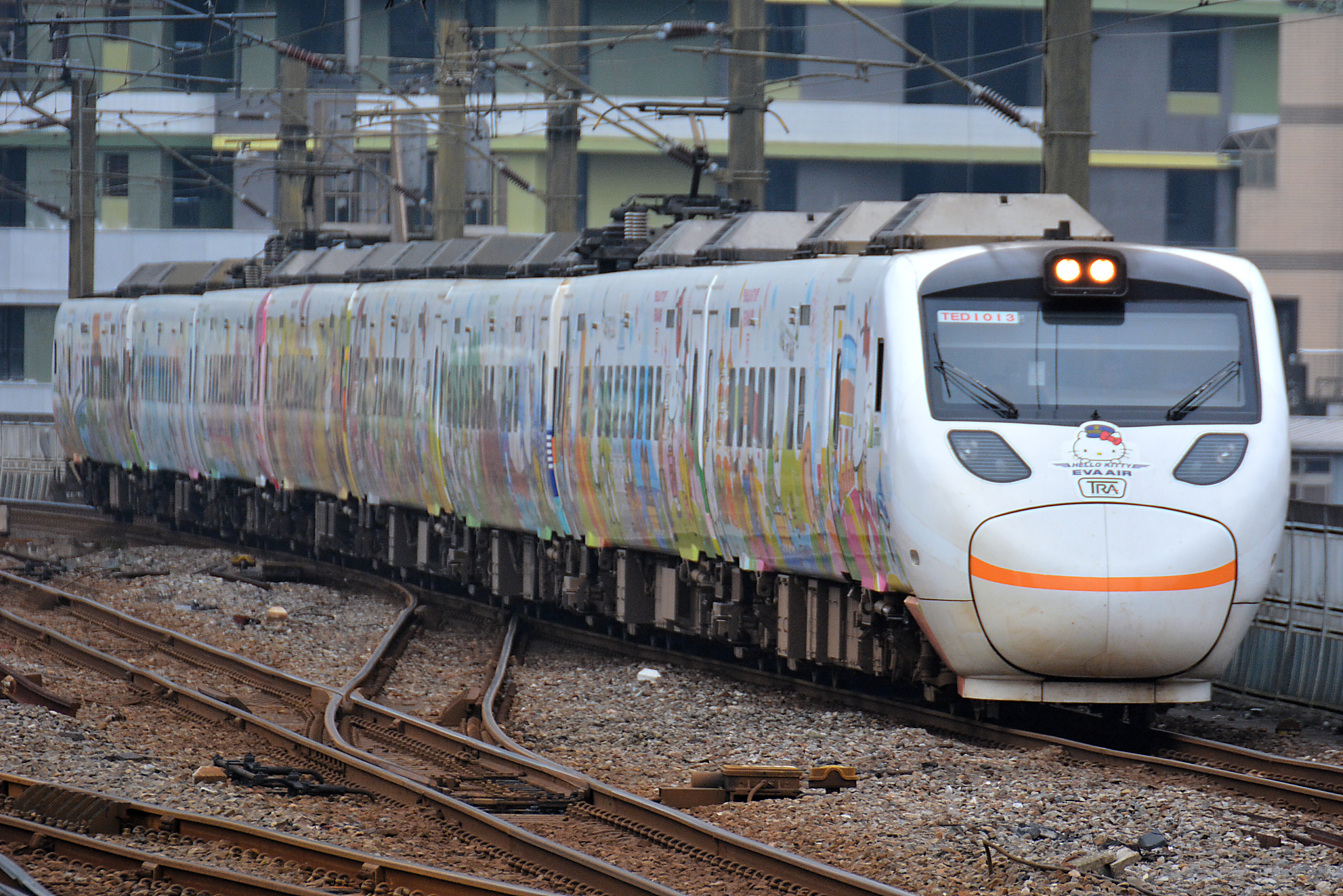
事故当該編成となったTEMU1000型第7編成（2019年当時）
脱線状況の模式図。右側が当該列車の進行方向にあたる。

## 復旧
当初は8日に復旧する見通しだったが、交通部部長（交通相）の林佳龍は4日、「トンネル内構造物の調査も必要なため、最短で20日になる」と語った。9日深夜に試運転が行われ復旧工事は完了したため、運行再開への目途がついた。
19日始発より不通だった下り線運行が再開されるが、最低2ヶ月間はトンネル手前で40km/hの徐行運転となる。

### 車両搬出
5日未明、先頭から5両目の4号車、および同4両目の5号車が屋外に搬出された。どちらも車体が著しく変形・損傷していた。6日未明、先頭から3両目の6号車が、午後に2両目の7号車が搬出された。どちらも妻面（連結部）だけではなく車体側面も大破していた。7日0時ごろには27人が犠牲となった最後の8号車も搬出されたが、消防隊によると車体からのオイル漏れと気化により作業中に発火したものの、すぐに消火器で消し止められた。

## 事故調査

### クレーン車の状況
事故の原因は、線路より山側を走っている蘇花公路（台9線）の大清水遊憩区（ドライブイン）付近の工事事務所にある傾斜地に停車していた積載形トラッククレーン（斜面の補強工事を受注した民間会社保有）が、何らかの原因で軌道上に落下したものと考えられており、運転手がトラックを停車させた際にパーキングブレーキを引かずにその場を離れ、その後クレーン車が斜面下の線路上まで滑落したとみられている。クレーン車の停車位置から線路までは斜度45度・20メートルの高低差があった。事故発生15分前に別の下り自強号が通過していたことから、台鉄は当該クレーン車が9時13分から28分にかけての15分間に滑落したのではないかとの見解を示した。
容疑者の供述は、その後運安会が集めた証拠映像により全て否定されている。
- 工事現場は休業状態だった→容疑者以外の車両も出入りし、稼働状態だった。
- 1人で視察に来た→クレーン車には別の人物（従業員）も同乗していた。
- サイドブレーキは引いていたが動いてしまった→容疑者自身が運転し、斜面に立ち往生させた。

容疑者と不法移民の従業員は廃タイヤを不法投棄する目的も兼ねて現場を訪れ、廃棄後に事故を起こした。別の元従業員によると、前日に防護柵の代用としての廃タイヤ搬入するという名目でその助手を容疑者に依頼されたが、元従業員は腕を負傷していたことからこれを拒絶し、ベトナム籍の従業員（不法移民）が容疑者と組むことになったという。廃タイヤを工事現場に積み終えると急カーブでの坂でクレーン車の操作を誤り前部が藪に突っ込んだ状態で停止、斜面上で立ち往生していたが、その後通報せずに別の重機で牽引を試みて失敗し、線路上に落下した。その時点でも通報はせず不法移民の従業員に線路上から列車を止めさせようとしたが間に合わなかった。

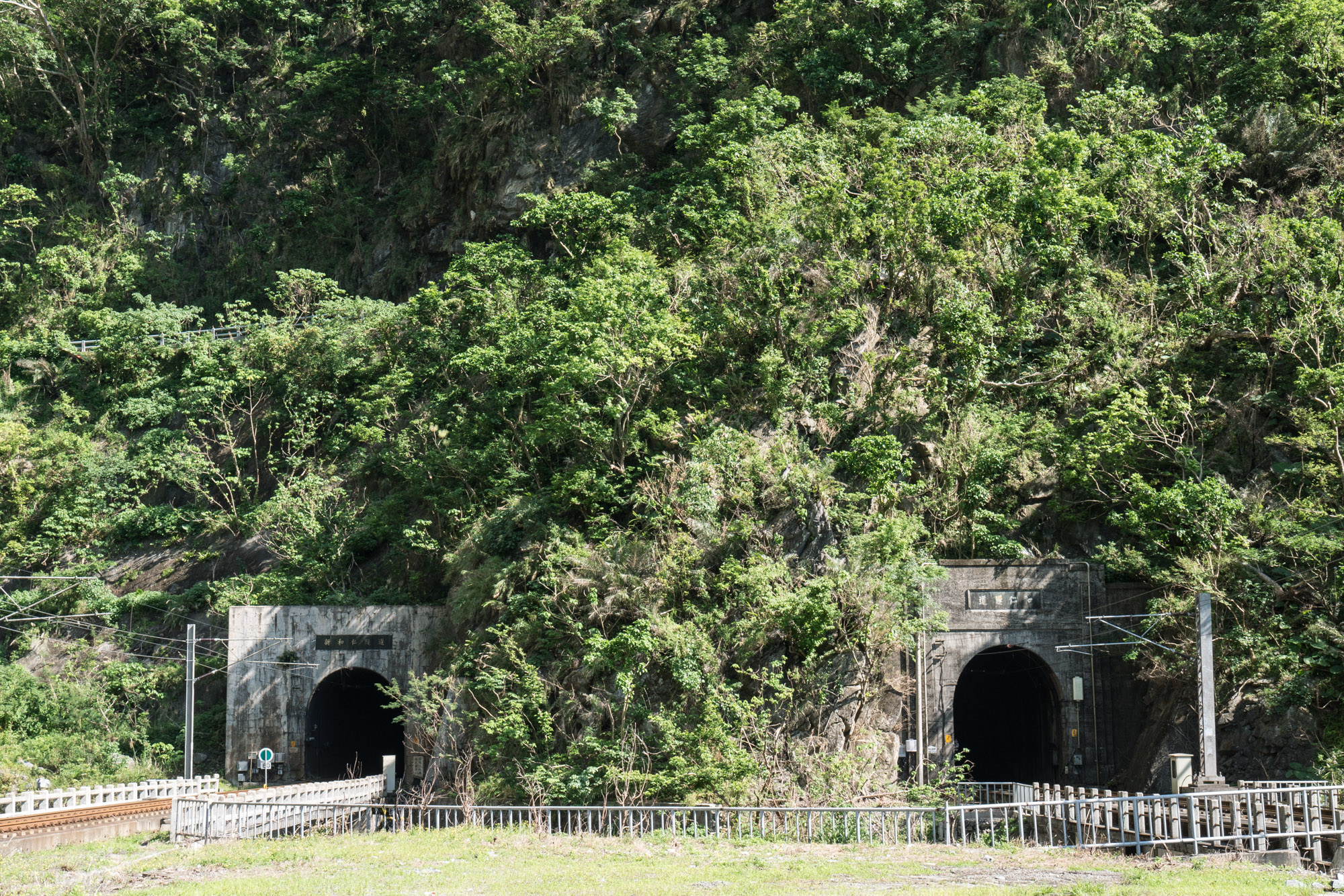
右側の和仁トンネル（南側からの撮影。左側は上り線の新和仁トンネル）を抜けると大清水渓を越え、
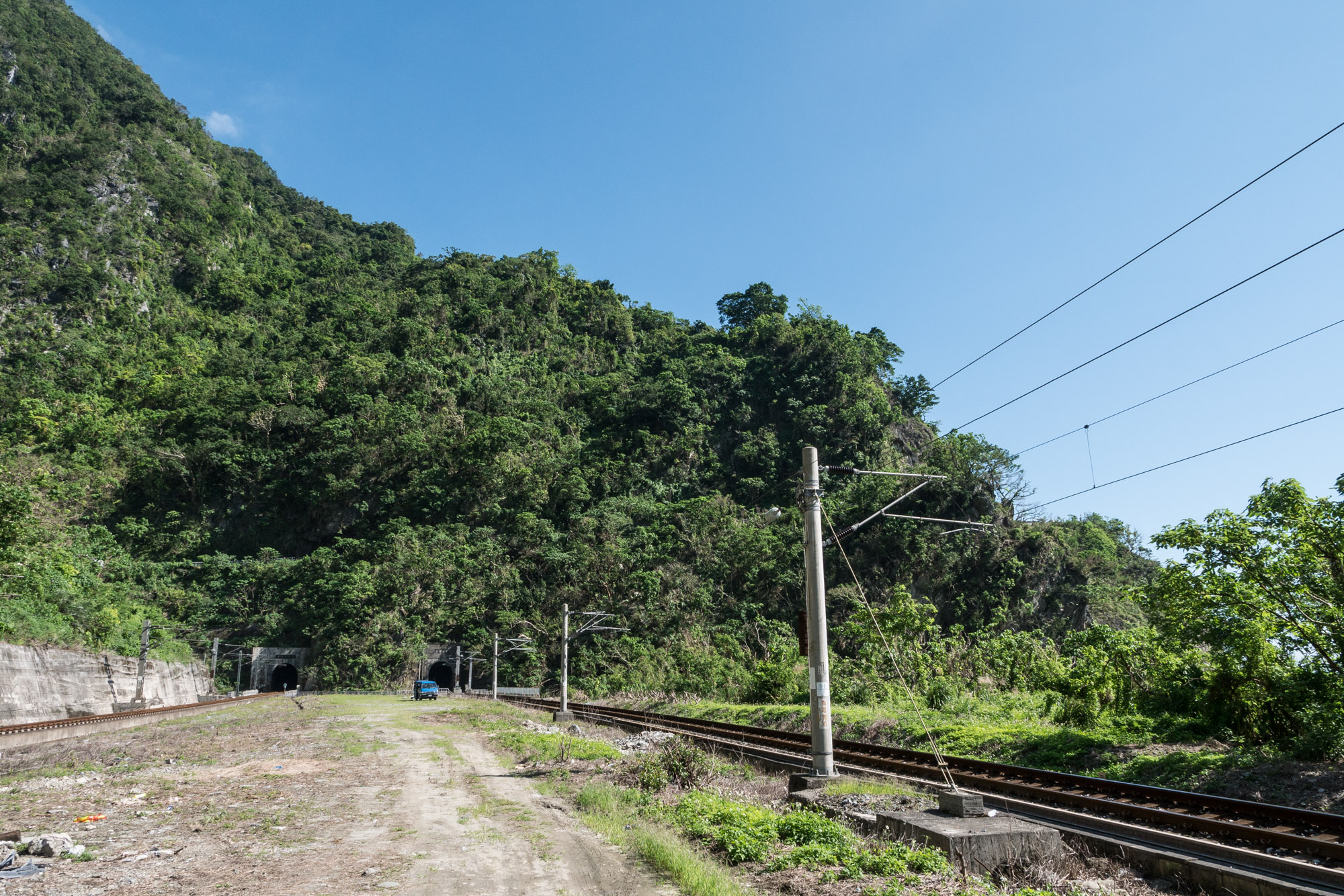
数100メートルの地上明かり区間に入る。
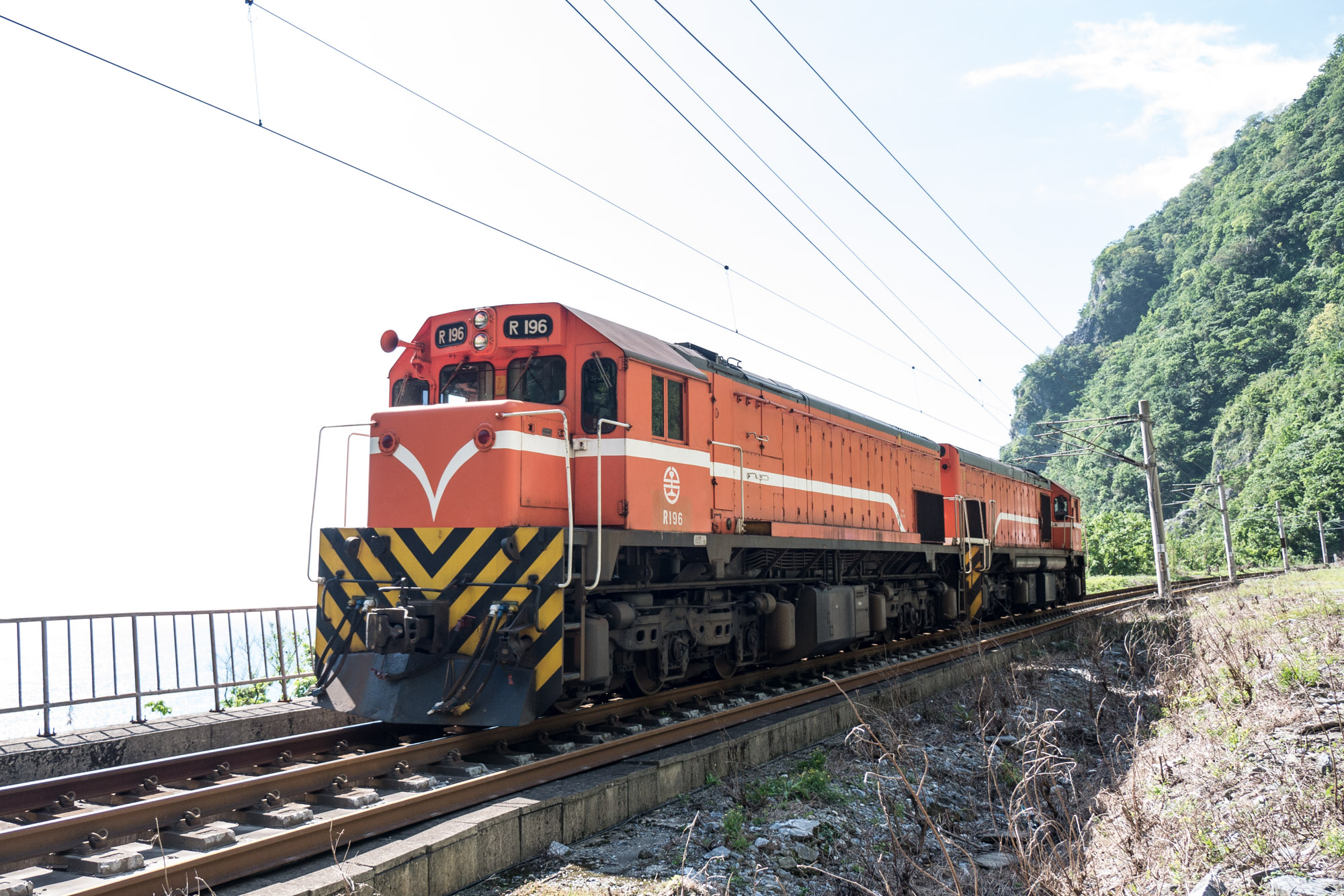
途中、緩いカーブを通過しつつ
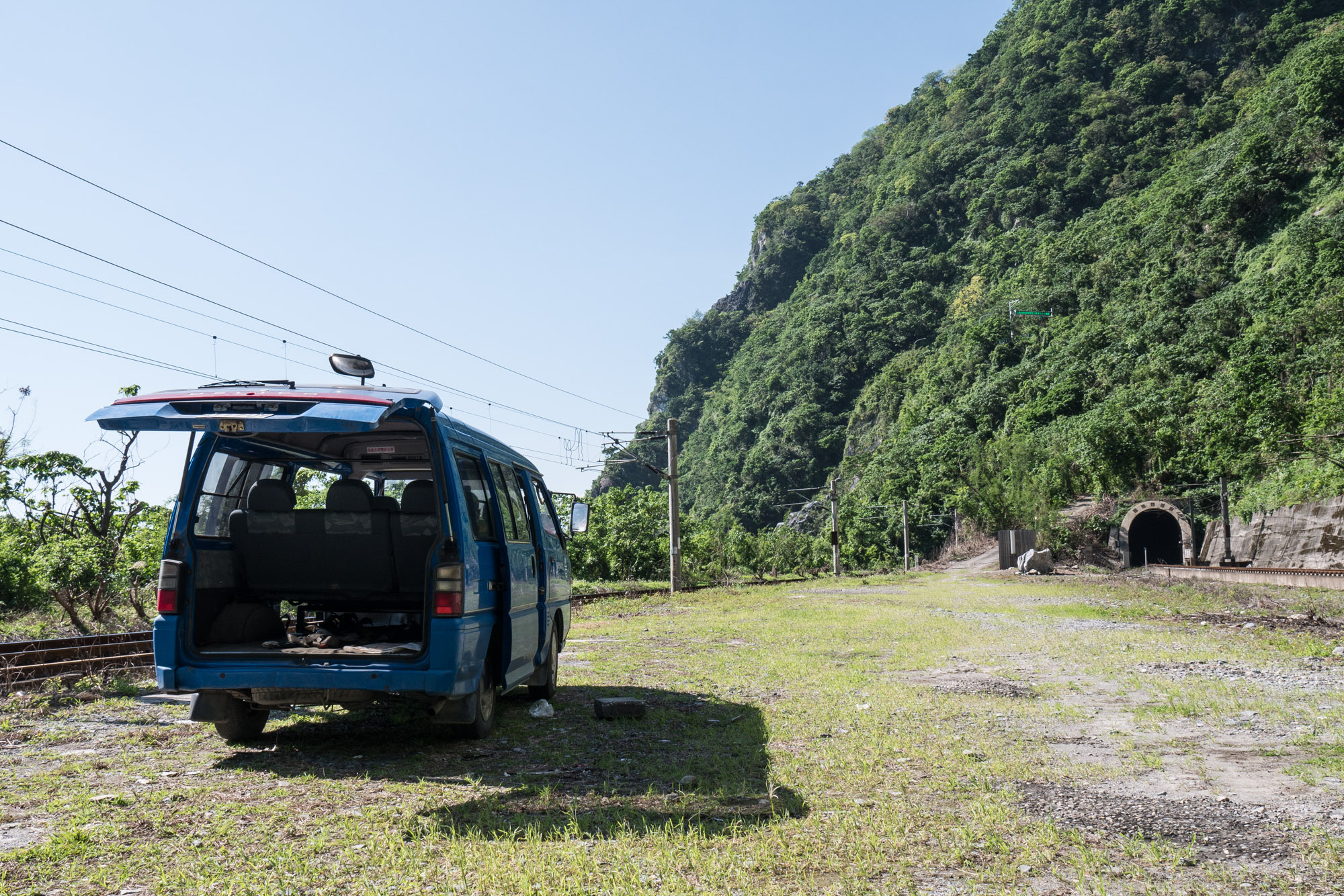
清水トンネルに至る（中央が工事車両用の傾斜路。右側は上り線の『新清水トンネル』）
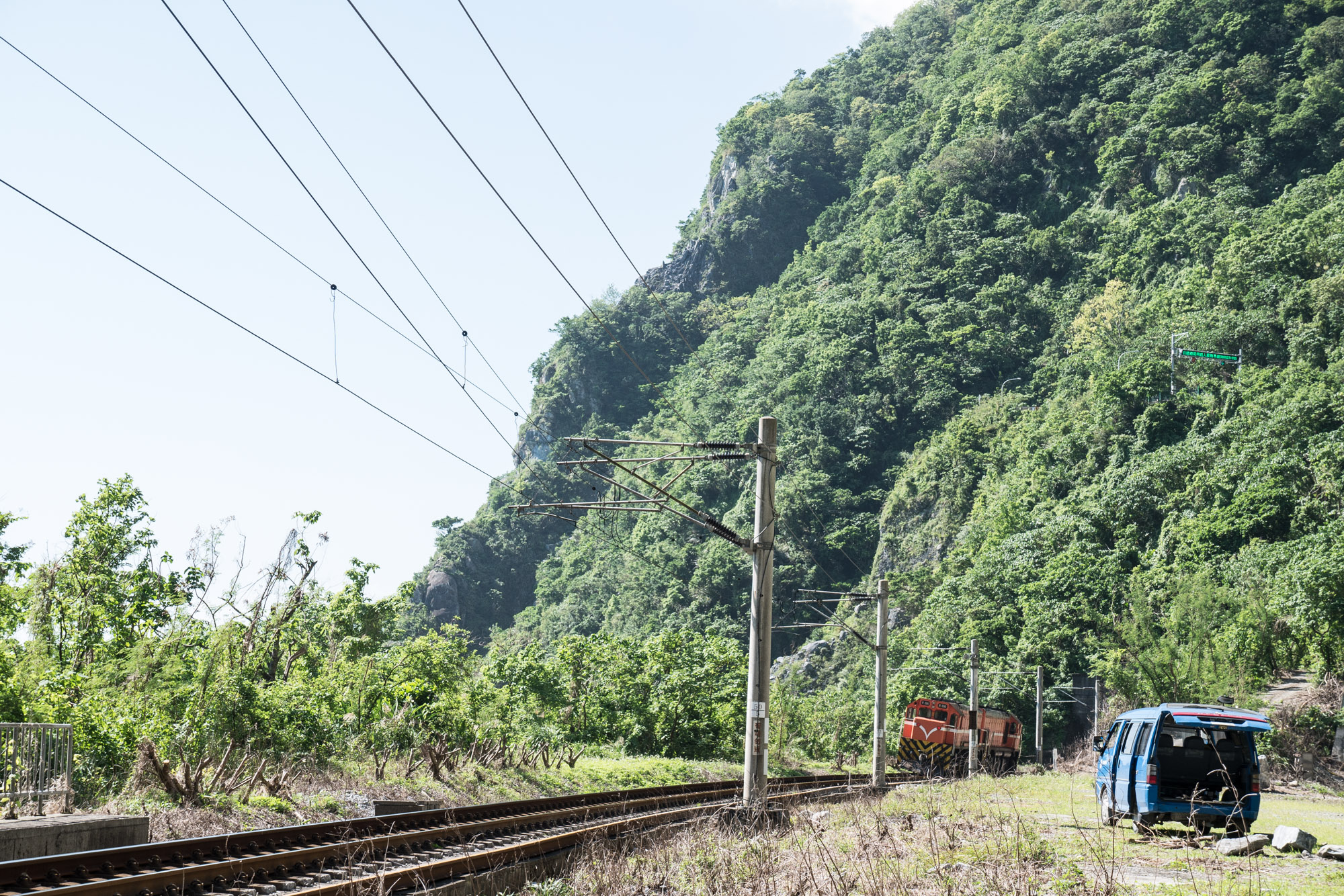
清水トンネル北側入口 （ここまで2016年撮影）
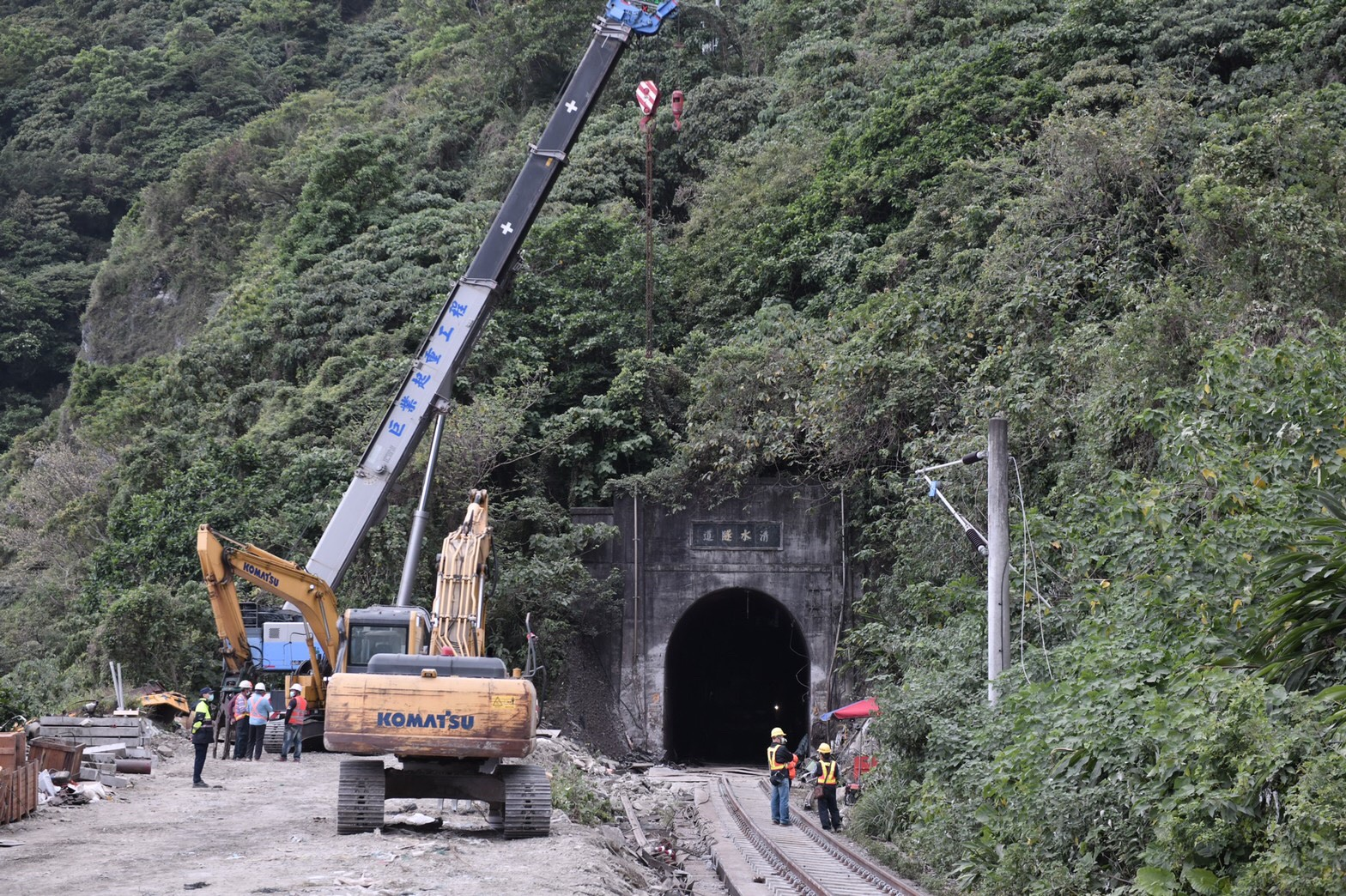
復旧作業中のトンネル入口（4月5日）

### 列車側の状況
事故調査を担当している国家運輸安全調査委員会（運安会、TTSB）が回収した列車のブラックボックスを解析した結果、和仁トンネル出口から清水トンネルまでは約287メートル、運行上の最高速度130km/hからの非常ブレーキでの制動距離は約600メートル、16.6秒を要するが、衝突前の走行速度は125km/h（34.7m/s）で、クレーン車転落地点までは約250メートル（7秒分）しかなく、非常ブレーキ全開でも間に合わなかったとしている。かつ、現場は緩いカーブであり、視認距離はもっと短いものだったとされるが、運転士は警笛を鳴らし、かつ衝突寸前までの4秒間非常ブレーキを作動させており、運安会は運転士側に過失はみられないとの見解を示した。
時系列
- 8時49分59秒：クレーン車が工事現場斜面に停車[54]。
- 9時28分35.5秒：太魯閣第408列車が和仁トンネル南側（清水トンネル入口手前287メートル）を出る[54]。
- 9時28分43.6秒：非常ブレーキ作動[54]。
- 9時28分44秒：126km/h[54]。
- 9時28分45.5秒：クレーン車と衝突（清水トンネル入口手前40メートル）。クレーン車は10メートル先に弾き飛ばされ、4両目（5号車）の車体が大きく抉られる原因となった[54]。
- 9時28分46.6秒：列車が清水トンネル北側入口左手に激突[54]。
- 9時28分47秒：ブラックボックス記録停止（121km/h）
- 9時31分：花蓮県消防局が女性から事故の119番通報を受理。これが第一報だったが場所は特定できず、その後複数の乗客からの通報で清水トンネルと判明した[55]。
- 9時35分：台鉄花蓮工務段の主任がクレーン車運転手から連絡を受け現場に急行。11時ごろに到着（ただし監視カメラでは11時48分）[56]

### 防護工事
| | |
| 新清水トンネル北側出口の工事現場。工事車両用の 傾斜路が左手にはっきり視認できる（工事前の2016年撮影） | |
| 正式名称                                                                                              | 鐵路行車安全改善六年計畫 （北迴線 K51+170~500 山側邊坡安全防護設施工程)                                                   |
| 工期                                                                                                  | 2019年04月26日～2021年01月20日（後に延期）                                                                                |
| 事業費                                                                                                | 124,800,000NT$ |
| 発注                                                                                                  | 台湾鉄路管理局工務処花蓮工務段                                                                                            |
| 監督                                                                                                  | 聯合大地工程顧問 |
| 事業管理                                                                                              | 中棪工程顧問 |
| 施工                                                                                                  | 東新営造 |
| 下請け                                                                                                | - 鼎泰興預拌混凝土有限公司 - 東興鋼鐵廠股份有限公司 - 立弘工程行 - 義祥工業社（義程営造） - 東翔工程行 - 廣霖鋼鐵有限公司 |

現場では2019年に12立方メートル、総重量3トンの落石事故（死傷者なし）が発生しており、上り線路のトンネル出口に斜面崩落防止のためのシェルターを設ける防護工事は、工期が2019年4月26日から2021年1月20日の予定で、1億2,484万NT$を投じられていた。防護工事は期間中の大型連休中に稼働しなかったため、2021年初頭に延期申請が業者側からなされていた。台鉄によるとこの清明節連休期間中は工事を休止するよう通達していたが、業者はこの日も現場を視察していた。工期が遅延すると1日12万NT$（工費の0.1%相当）の罰金が生じるため、連休中の工事休業規定を破り休日出勤していた。
防護事業を受注した「東新営造」は過去7年の受注実績のうち約8割が花蓮県政府発注のものだった。事故車両のトラッククレーンを持ち込んだ業者は、その下請けだった。
クレーン保有業者は過去2015-2020年の6年間で、台鉄と交通部公路総局から17件、総額1.42億NT$の事業を受注していたが、捜査当局に勾留され、3日に50万NT$で保釈されている。しかし花蓮高等法院が検察の抗告を受理し、地方法院に差し戻したため容疑者として再拘束となった。また、容疑者は過去に受注した蘇花公路和平トンネル祝言での斜面防災工事で、コンクリート擁壁に既定の長さの半分しかリベットを打ち込まなかったと元従業員が証言した。
防護事業は聯合大地工程が政府から受注するも東新営造に再発注され、東新営造はクレーン業者に再発注していた。クレーン保有業者は2009年から1年間ブラックリスト入りしていたほか、文書偽造や従業員の労働災害を起こしているにもかかわらず、過去5年で19件の公共事業を受注するとともにその間15度の違反行為が発覚しているなど、業者だけではなく発注した政府側の施政にも疑問符をもたれている。聯合大地工程は2020年末に土砂崩落で不通となっていた宜蘭線の防護工事も受注していた。
行政院公共工程委員会（工程会）主任（閣僚）の呉澤成はは8日、立法院での質疑で「有罪判決を受けた業者がなぜブラックリストにも入らず事業に参加していたのか？」と問われ、「容疑者は他社の名義を借用していたことから追跡が及ばなかった」と答弁した。
また「有罪が確定しその通知が（地方政府へ）なされなくてもそれは県政府の問題だ」と答弁し、花蓮県政府は「地方への押し付けだ」と反発した。
台鉄の土木工事は巨額なため入札参加には「甲級」の事業者免許が必要だったが、運転手の事業所はそれに満たない「乙級」だった。東新営造の株主だった男性（東與鋼鐵廠）が2020年初頭に同社役員の座を退くと、同社の名義上の責任者は義祥工程に実務を丸投げするようになっていた。
事業者4社の関係者のほか、発注者の台鉄花蓮工務段も2名が送検され、後に保釈された。

## 政府の対応
行政院交通部（運輸省に相当）は、暫定的に遺族に死者1人あたり540万ニュー台湾ドル（NT$）、重傷者に1人あたり240万NT$、軽傷者に同60万NT$の見舞金を支給すると発表した。

### 衛生福利部
衛生福利部に属する中央健康保険署は2日、保険証を所持していない、あるいは破損している乗客については例外規定を適用し、医療機関での治療を拒否しないことと、治療費を一時的に国費で立て替えることを発表した。
同じく衛福部の疾病管制署（台湾CDC）傘下で新型コロナに対応している中央流行疫情指揮中心（CECC）は5日、国外にいる死傷者の親族を対象に、無症状の場合に限って検疫・隔離規定を緩和すると発表した。

### 花蓮県政府
初七日の8日、花蓮県政府主催の合同法要が執り行われた。

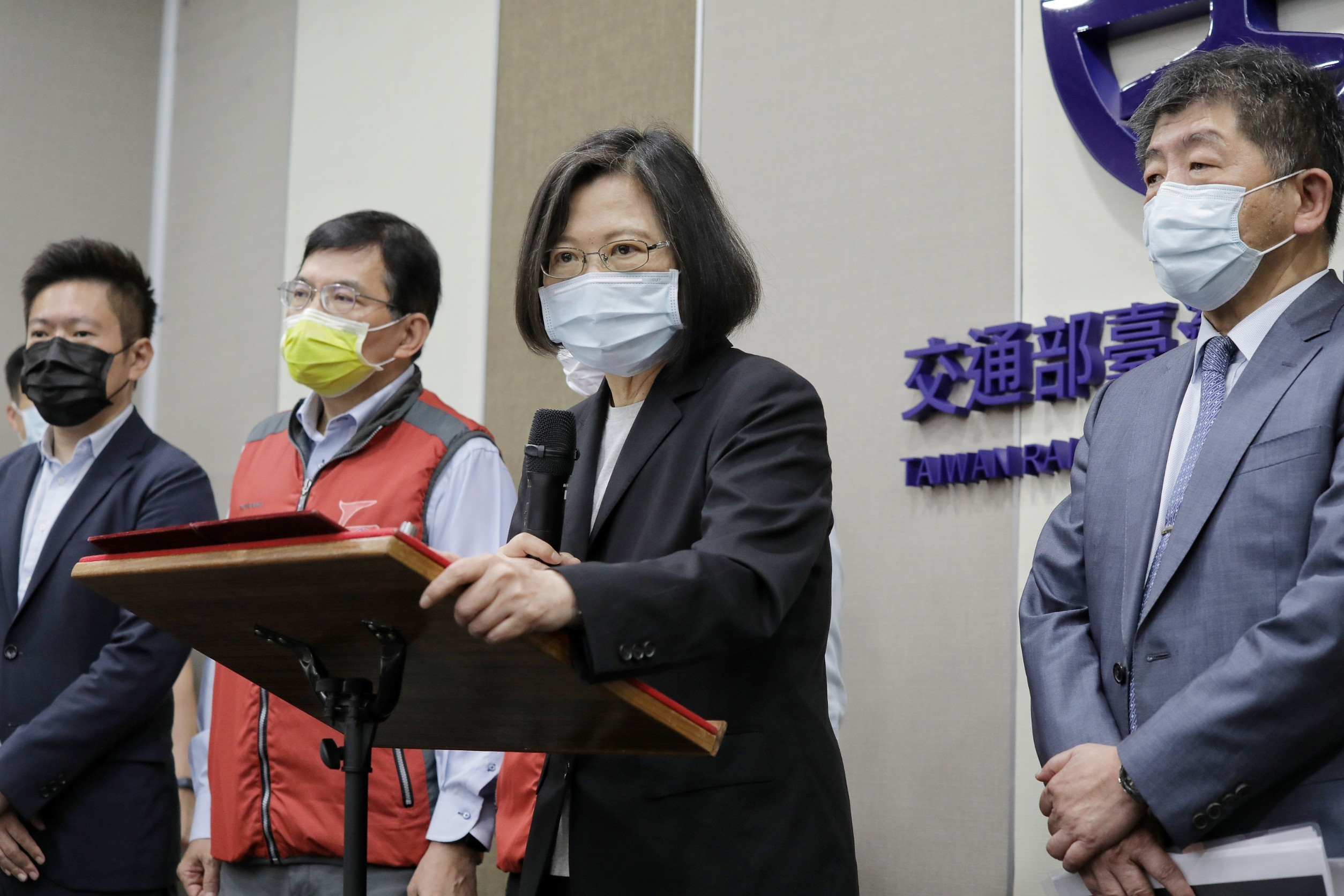
政府に設置された応変中心（対策本部）
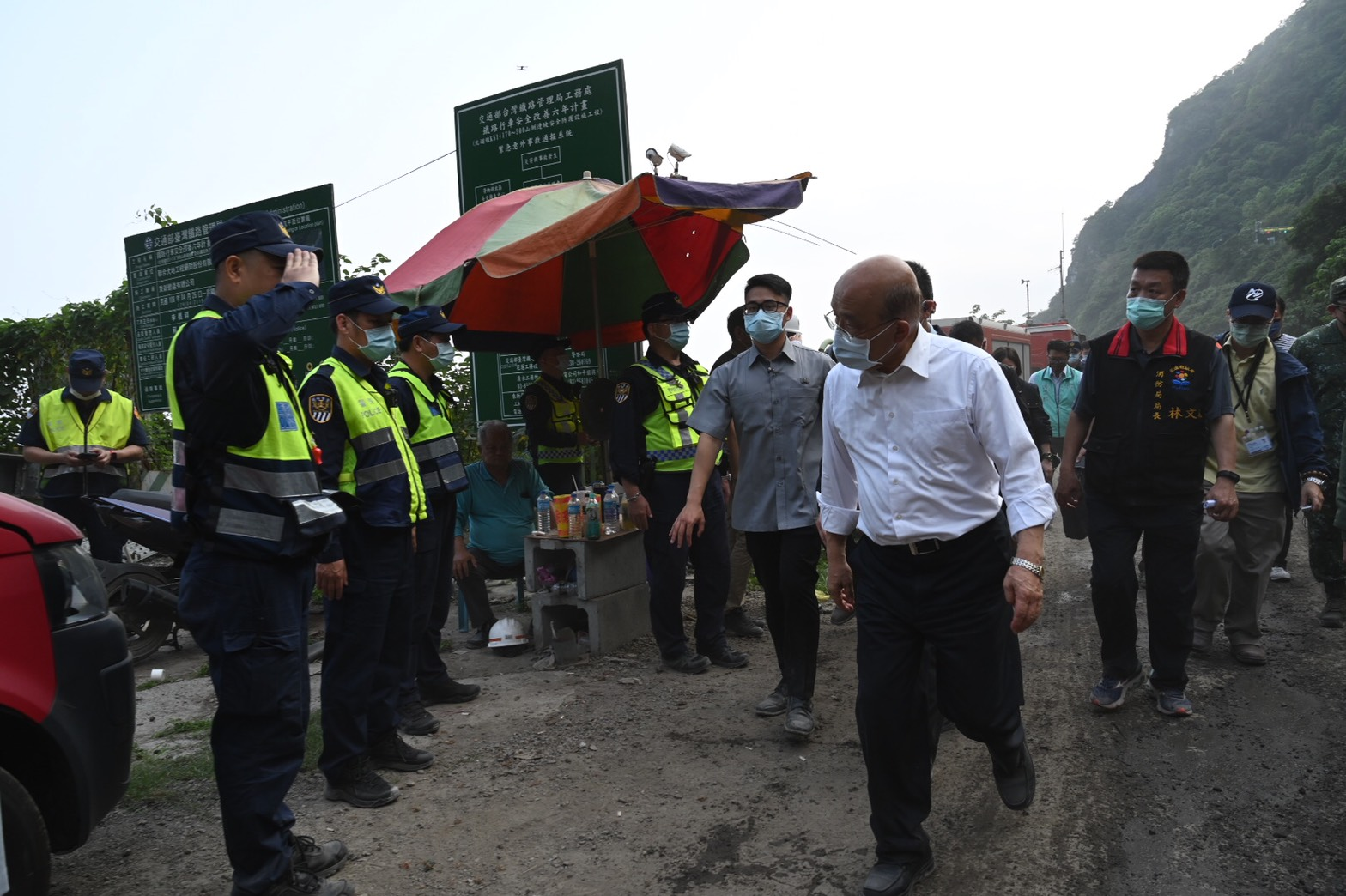
現場を視察した蘇貞昌行政院長（4月2日）
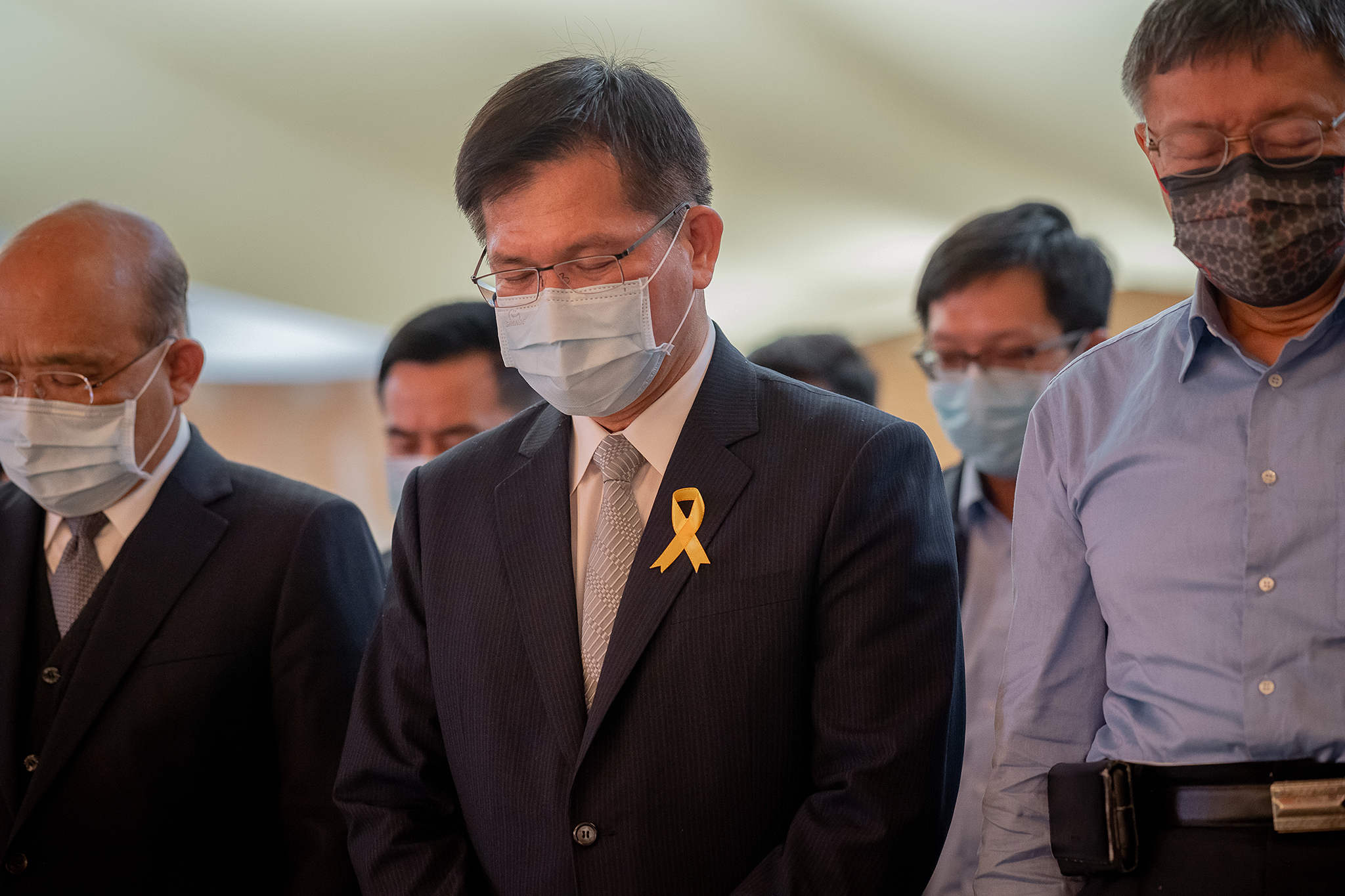
台北市で行われた合同葬儀（4月15日。左から蘇貞昌、林佳龍、台北市長柯文哲）

## 影響
交通部長（運輸相に相当）を務める林佳龍は4日、行政院に対し口頭で辞意を伝えたが、政府は「現時点では事故対応が優先」として一旦慰留した。林はその後正式に辞表を提出、14日に受理され、19日の運行再開一番列車に同乗して復旧を見届けたあと、20日付で正式に辞任することとなった。後任には交通部政務次長（副大臣に相当）だった王国材が昇格し、台鉄でも1月から代理職で実質空位だった局長に杜微が就任した。
花蓮・台東の両県では3日と4日の宿泊キャンセルが最大で約20%に達し、4-6月のオフシーズンを控えて観光業の損失は27億NT$になるとの試算もなされた。
日本の国土交通省は6日、全国の鉄道事業者に対し、線路沿いの斜面の防護柵設置状況を確認するよう求めた。
台北市議会でも9日、市政府発注の事業にこのような業者が紛れていないかとの質疑を受けた市長の柯文哲は、再調査を表明した。

### 相次ぐ鉄道工事現場での事故と安全対策への懸念
新北市政府では7日に市内新北捷運工事での安全・品質強化に言及したのも束の間、翌8日には同市三峡区の三鶯線建設現場で400トンの大型クレーン車が倒れる事故が発生した。死傷者はいなかったが、市長侯友宜は規定に基づき業者に罰則を科すことを表明した。
事故により法面工事の安全性が疑問視され、台鉄が脱線事故現場以外でも行っている安全対策工事そのものにも疑問符が投げかけられるようになった。
新竹県竹北市の縦貫線（新豊駅 - 竹北駅間）では2020年9月の豪雨で斜面が崩落していたが、7か月後の2021年4月時点でも斜面上部がブルーシートで覆われただけの応急処置しか執られていなかった。
交通部長と台鉄局長の人事が一新された直後の4月24日午前8時32分ごろ、同じ北廻線武塔駅（宜蘭県南澳郷の無人駅）で2番ホームから1番ホームへ軌道上を横断していた男性の工事関係者が台東発樹林行き太魯閣号第405列車に跳ねられ病院に搬送された。列車の乗客乗員に死傷者はいなかったが、太魯閣号は同駅で13分間停車した。男性は同駅ホームの嵩上げ工事に従事しており、工事で使用する機材を線路上に落下させたため自力で拾おうとしていたと供述している。台鉄は同駅工事の中止命令を出し、男性が属する業者に対し違反金30万NT$を科すことと、工事契約の解除を検討していることを発表した。この事故の15秒後には別の区間車が駅構内に進入しており、二重事故寸前の状況だった。

### 量刑強化
4月22日、行政院は現行法での過失致死罪が最長5年でしかなかったことから、刑法第183条および第276条を修正し、公共運輸機関で人的被害を与えた場合（「公共危険罪」）の有期刑を死亡10年、重傷7年に延長させる修正法案を可決した。ただし法の不遡及により、この列車事故の被告には適用されない。

## 批判

### 交通政策
花蓮出身で台湾民意基金会の董事長（取締役会長）を務める游盈隆は、「北廻線開通以来、観光客も増えたことで帰省時のチケット入手難は解消されておらず、（太魯閣号や普悠瑪号に）花蓮・台東両県民優先の実名制や、駅売りの無座票が導入されても解決には至っていない。陳水扁政権が推進していた蘇花高速公路も、より低規格な蘇花改延伸にとどまり、3度の政権交代を経ても花蓮人と台東人は騙され、軽んじられている」と批判した。

## 各界の反応

### 台湾

#### 政界
CECCは新型コロナ防疫に関する定例記者会見を急遽中止した。翌3日の定例会見では指揮官兼衛生福利部長の陳時中ら出席したメンバーが会見前に1分間黙祷した。
行政院は2日、翌日から5日までの3日間、追悼の意を込めて半旗を掲げることを表明した。
鄭文燦（桃園市長）、陳其邁（高雄市長）、盧秀燕（台中市長）、林智堅（新竹市長）ら各地方首長は自身の給与1か月分を衛生福利部の募金窓口に義援金として寄付することを表明した。与党民主進歩党（民進党）の立法委員グループや、野党中国国民党主席の江啓臣も同様の対応を表明した。
総統府は5日、蔡英文（総統）、頼清徳（副総統）、蘇貞昌（行政院長）がそれぞれ1ヶ月分の報酬を個人名義での義援金に充てると発表したほか、民進党も党本部が義援金拠出を表明した。

#### 財界
鴻海精密工業の郭台銘は『台鉄は日本やドイツの事例から工程管理を学ぶべき』と語った。

#### 民間
YouTuber兼格闘家兼実業家の「館長」こと陳之漢は義援金の寄付を表明した。中華職業棒球大聯盟（CPBL）は会長の蔡其昌と共同で義援金寄贈を表明した
台北101は5日と6日の夜間に被害者を追悼、激励するメッセージをライトアップで演出することを発表した。

### 日本
菅義偉（内閣総理大臣）、安倍晋三（前総理大臣）、蓮舫（参議院議員）などがそれぞれのTwitterアカウントで、加藤勝信（内閣官房長官）は記者会見時に見舞いのコメントを発した。

### 香港
香港の学者沈旭暉は2日、「台湾がこれまで香港の民主化運動を支援してくれたことへの感謝」として台湾政府に義援金を寄付すると表明した。
歌手チャップマン・トウ（杜汶澤）も義援金の寄付を表明した。

### 中国
習近平（中国共産党中央委員会総書記・中華人民共和国の最高指導者）、馬暁光（国務院台湾事務弁公室発言人）は「高度の関心」「哀悼、慰問の意」を表明した。海峡両岸関係協会、中華全国台湾同胞聯誼会、台湾民主自治同盟中央委員会は慰問メッセージを送った。台湾政府側の対中交渉窓口である大陸委員会もそれに対する謝辞を述べた。

### 米国
米国在台協会（AIT）はFacebookで哀悼の意を表明した。

### 欧州
欧州連合（EU）、イギリス政府、フランス政府の在台代表機関などが哀悼の意を表明した。

### その他
オーストラリア政府のほか、チベット亡命政府のダライ・ラマ14世も3日、「被害者の冥福を祈る」と中華民国総統府に対し哀悼の意を表明した。